# Le Coucher du soleil
Le Coucher du soleil est une huile sur toile de 1752 réalisée par François Boucher.
Elle et sa paire Le Lever du soleil sont des commandes privées de Madame de Pompadour, sous forme de modèles grandeur nature pour la Manufacture des Gobelins. Les tapisseries réalisées à partir de ces tableaux ont été achevées 1754-1755 et accrochées dans la chambre du roi au château de Bellevue. Elles furent vendues avec le reste de sa collection le 28 avril 1766 et passèrent par quatre autres collections avant d'être achetées le 2 août 1855 par Richard Seymour-Conway, 4e marquis de Hertford. Comme le reste de sa collection, elles sont aujourd'hui exposées dans la Wallace Collection à Londres.

## Description
Représentant le rythme de la journée, Boucher crée un couple intégré, superposant allégorie et symbolisme.
Dans Le Coucher du soleil, le dieu Apollon revient dans les bras de sa mère, apportant avec lui le crépuscule, représenté par des roses, des bruns et des crèmes en sourdine. Les avant-plans des deux toiles sont peuplés par les corps nus de nymphes et de naïades, qui se superposent les uns aux autres pour créer une série de courbes arabesques qui se répercutent dans les formes des vagues. La rencontre du ciel et de la mer affirme le cadre mythologique des tableaux de Boucher.
Ces scènes mythologiques de pastels harmonieux, de beaux corps nus et de textures vaporeuses illustrent l'élégance visuelle de l'esthétique rococo ; leur caractère décoratif est encore renforcé par leur fonction de dessins pour tapisseries, qui auraient servi à orner et à compléter une maison luxueuse et à la mode.

Dans ces deux toiles, le traitement de l’espace est indéterminé. Il n’y a pas de perspective linéaire et la perspective atmosphérique est travestie. Dans le Lever, Apollon se situe au centre d’un véritable vortex, ce qui traduit à la fois l’idée d’un cycle sans cesse recommencé entre le jour et la nuit et l’idée d’un monde tourbillonnant.